# Amàlia Argudo
Argudo  Llobregat est un nom espagnol. Le premier nom de famille, en général paternel, est Argudo ; le second, en général maternel, souvent omis, est Llobregat.
Pas d'image ? Cliquez ici

a Compétitions nationales et continentales officielles uniquement.

b Matchs officiels uniquement.
Dernière mise à jour le 13 avril 2025.
Amàlia Argudo, née le 24 janvier 2000, est une joueuse internationale espagnole de rugby à XV et internationale de rugby à sept qui évolue aux postes de demi d'ouverture ou d'arrière. Elle joue en France, au Stade toulousain.

## Biographie
Amàlia Argudo grandit dans une famille de joueurs de rugby à XV. Elle commence la pratique du rugby au CR Sant Cugat, où elle est coéquipière de Joel Merkler. Détail insolite : non seulement ils jouent ensemble, mais elle est sa capitaine. Elle se blesse à une épaule en faisant du ski : une blessure qui ne guérit pas, qui nécessite des opérations chirurgicales, et qui va de complications en rechutes. Amalia Argudo est opérée à cinq reprises en sept ans.
En 2016, elle rejoint le Stade toulousain avec lequel elle remporte le championnat de France cadettes. En mai 2017, elle est sélectionnée par la Fédération française pour un stage national des moins de 18 ans. Elle envisage un temps de jouer pour la France, mais des pépins physiques (son épaule) couplés à des tracasseries administratives la font renoncer.  
En janvier 2020, elle obtient sa première cape internationale avec l'Espagne face à l'Écosse. 
En 2023, elle est à nouveau opérée de l'épaule. 
En octobre 2024, elle remporte le WXV 3, qualificatif pour la Coupe du monde 2025. Au mois d'avril, elle est sacrée championne d'Europe pour la cinquième fois. Avec le Stade toulousain, elle est battue en finale d'Élite 1 par le Stade bordelais. 
Bien que professionnelle, elle est pluriactive et fait notamment du coaching sportif. 

## Palmarès

### En club
- Vainqueur du Championnat de France cadettes en 2017.
- Finaliste du Championnat de France en 2018, 2019 et 2025.
- Vainqueur du Championnat de France en 2022.
- Vainqueur de la Coupe de France en 2022 et 2024.

### En équipe nationale
- Vainqueur du Championnat d'Europe en 2020, 2022, 2023, 2024 et 2025.
- Vainqueur du WXV 3 en 2024.